# Pantelís Zervós
Pantelís Zervós (grec moderne : Παντελής Ζερβός) né le 23 décembre 1908 à Loutraki sur le golfe de Corinthe et mort le 22 janvier 1982 à Athènes était un acteur de théâtre et de cinéma grec.
Il fit une longue carrière au théâtre, au cinéma et à la télévision. Il reçut le prix du meilleur acteur dans un second rôle au Semaine du cinéma grec 1960 pour Maddalena.

## Filmographie sélective
- 1943 : La Voix du cœur
- 1951 : Pain amer
- 1957 : La Tante de Chicago
- 1957 : Le Petit Fiacre
- 1960 : Maddalena
- 1962 : Le Furet
- 1969 : L'Institutrice aux cheveux blonds
- 1973 : Marie du silence